# Selaginella raynaliana
Espèce
Selaginella raynaliana Tardieu est une espèce de plantes de la famille des Selaginellaceae et du genre Selaginella, endémique du Cameroun. 

## Étymologie
Son épithète spécifique raynaliana rend hommage au botaniste Jean Raynal.

## Description
C'est une petite fougère herbacée dressée.

## Distribution
Endémique du Cameroun, assez rare, elle a été observée sur huit sites dans trois régions (Littoral, Sud, Est). 
En 1997 elle figurait sur la liste rouge de l'UICN,.